# Le Val (Doubs)

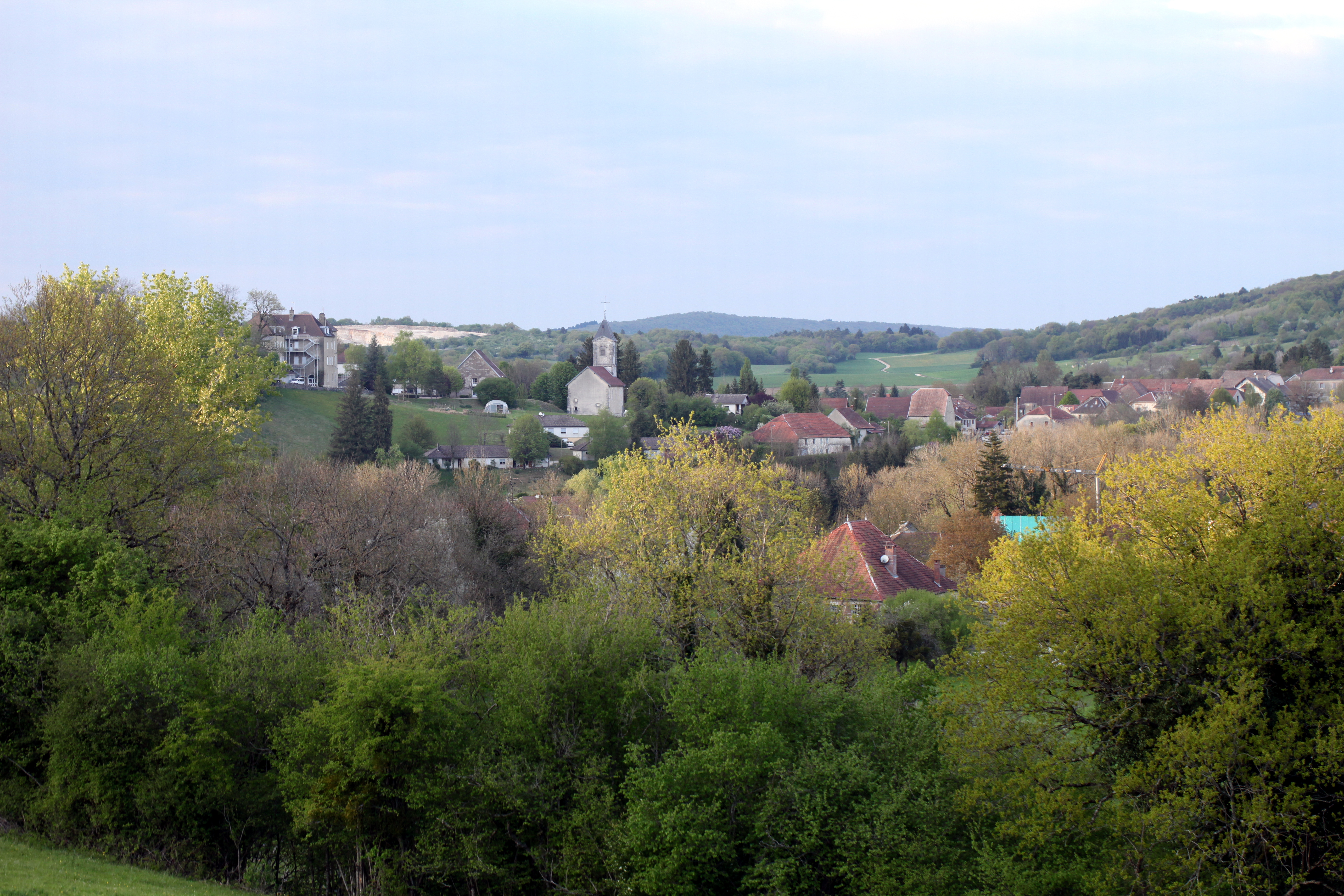
Montfort in der Gemeinde Le Val (2017)

Le Val ist eine französische Gemeinde mit 245 Einwohnern (Stand 1. Januar 2022) im Département Doubs in der Region Bourgogne-Franche-Comté. Sie gehört zum Kanton Saint-Vit im Arrondissement Besançon. Sie entstand als Commune nouvelle mit Wirkung vom 1. Januar 2017, indem die bisherigen Gemeinden Montfort und Pointvillers durch ein Dekret vom 23. November 2016 zusammengelegt wurden. Pointvillers ist der Hauptort (Chef-lieu). Le Val grenzt im Nordosten an Goux-sous-Landet, im Osten an Cussey-sur-Lison, im Südosten an Échay und Bartherans, im Süden an Ronchaux, im Südwesten an Samson und Brères und im Nordwesten an Pessans.

## Gliederung
| Ortsteil                       | ehemaliger INSEE-Code | Fläche (km²) | Höhenlage (m) | Einwohnerzahl (2014) | Dichte (Einw. je km²) |
| ------------------------------ | --------------------- | ------------ | ------------- | -------------------- | --------------------- |
| Montfort                       | 25399                 | 2,80         | 269–531       | 095                  | 33.9                  |
| Pointvillers (Verwaltungssitz) | 25460                 | 3,81         | 280–564       | 144                  | 37.8                  |